# Дзежговский, Миколай
Миколай Дзежговский (пол. Mikołaj Dzierzgowski; около 1490 — 22 февраля 1559) — примас Польши.Епископ каменецкий с 1541 года, хелмский с 1542 г., вроцлавский и куявский с 1543 г., архиепископ гнезненский и примас с 1546 г.

## Биография
Представитель шляхетского рода герба «Ястржембец» .
После окончания краковской академии в 1514 г. стал королевский нотариусом. В 1528 г. продолжил обучение в Падуанском университете.
Сторонник политики королевы Боны. Выступал против заключения брака короля польского и великого князя литовского Сигизмунда II Августа с Барбарой Радзивилл. Спор с королëм в деле о коронации Б. Радзивилл был прекращëн только после вмешательства и личного послания папы римского Юлия III.
Деятель контрреформации в Речи Посполитой. Противник диссидентства, последователей иных христианских исповеданий и созыва польского национального синода.
В 1551 г. руководил синодом провинциальных епископов, на котором было принято решение о выполнении постулатов Тридентского собора (1543—1563), касающихся борьбы с ересью.
Сторонник военных и бюджетных реформ в Речи Посполитой.
Меценат науки.
Похоронен в Гнезно.